# Klaas Ooms
Klaas Ooms est un footballeur néerlandais, né le 9 juin 1917 à Amsterdam et mort le 17 janvier 1970. Il évolue au poste d'attaquant au DWV Amsterdam et fait partie de la sélection néerlandaise pour la Coupe du monde 1938.

## Biographie
Klaas Ooms nait le 9 juin 1917 à Amsterdam, il est l'ainé de trois garçons. Son père Timmerman Hendrik Ooms a épousé, Aukje de Boorder, sœur d'un des fondateurs du DWV Amsterdam. Après le décès de son père en 1920, sa mère les élèvent seule et leur interdit de jouer au football tant qu'ils n'ont pas obtenu leur diplôme d'études secondaires.
Klaas Ooms commence sa carrière à l'âge de dix-sept ans au sein du DWV Amsterdam, qui évolue alors en troisième division.  En 1935, 1936 et 1937, le club devient champion de troisième division et en 1937 le club est également promu en deuxième division après des matches de promotion. En 1948, il dispute avec son équipe la finale de la Coupe des Pays-Bas, le DWV est battu par le WVV Wageningen, deux tirs au but à un, après un match nul sans buts. Comme joueur, il est décrit comme étant un bon technicien.
Il fait partie de la sélection néerlandaise pour la Coupe du monde 1938 en tant que réserviste resté aux Pays-Bas. Quinze fois remplaçant en équipe nationale, il ne compte aucune sélection.